# La Esmeralda

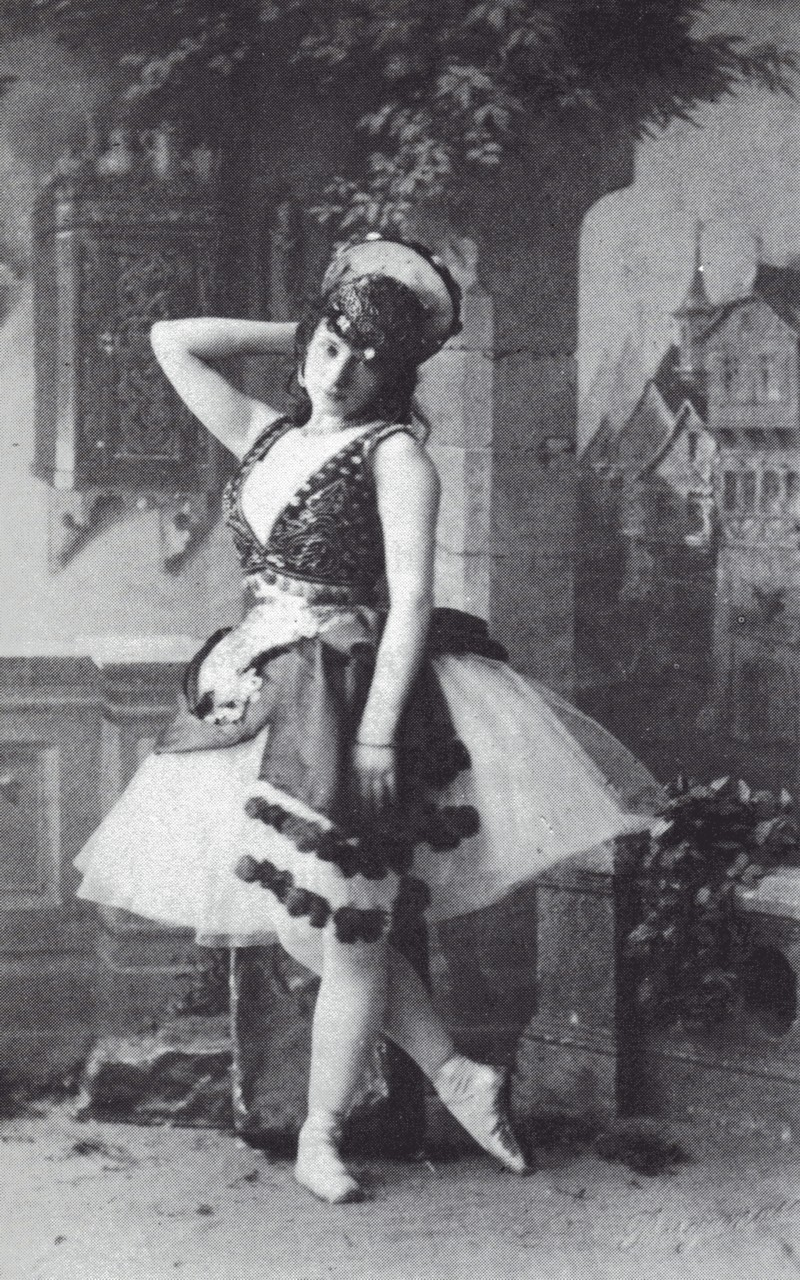
La ballarina Virginia Zucchi posant com a Esmeralda, en 1886

La Esmeralda és un ballet en tres actes de dansa clàssica, coreografiat per Jules Perrot sobre música de Cesare Pugni, amb escenografia de William Grieve i vestuari de la ballarina Copère. El ballet, ambientat a París durant l'edat mitjana, està inspirat en la novel·la Notre Dame de París, de Victor Hugo i publicada el 1831. El ballet es va estrenar al Her Majesty's Theater de Londres el 1844, amb el mateix Perrot fent el paper protagonista masculí, Gringoire.
En 1886, Màrius Petipà i el seu Ballet Imperial van presentar a Sant Petersburg una nova coreografia amb nous passatges musicats per Riccardo Drigo. D'aquests, el més célebre és el pas à deux de Gringoire i Esmeralda, en especial un tros amb el solo que ella balla amb una pandereta, al qual ell la festeja.

## Argument
El ballet està ambientat al París medieval, on el campaner de la catedral, el deforme Quasimodo, s'enamora de la bellíssima gitana Esmeralda. No és l'únic, l'arquebisbe de la catedral, Claudio Follo, tot i haver fet vots de castedat, també n'està d'ella, i es veu turmentat per la gelosia i l'ànsia de venjança, igualment contra els seus principis morals, d'un tercer candidat, el poeta Pierre Gringoire. Però no tots estimen l'Esmeralda, el capità Phoebus, de qui ella està enamorada, voldrà trair-la. Entre Esmeralda, el poeta i el capità s'establirà un triangle amorós observat de molt a prop pels habitants de la catedral.
El turment que pateixen els personatges, en aquest ballet l'arquebisbe, és un element característic dels anomenats ballets d'acció.